# Mandingo
 Mandingo  és una pel·lícula estatunidenca dirigida per Richard Fleischer el 1975. Ha estat doblada al català.

## Argument
A Louisiana, el 1840, vint-i-un anys abans del començament de la guerra de Secessió, el vell Warren Maxwell, esgarrat de reumatismes dirigeix Falconhurst amb una mà de ferro. Ha perdut la seva dona i voldria que el seu fill únic, Hammond, que coixeja de resultes d'un accident, es casés per tal de tenir una descendència que asseguraria la perennitat de la plantació que periclita. Només que els gustos del seu fill no afavoreixen aquest projecte, ja que aquest és atret per les joves esclaves negres i és subjugat per la potència d'una colossa mandinga que ha comprat a les licitacions del mercat als esclaus de Nova Orleans.
El seu pare l'obliga a casar-se amb la seva cosina Blanche Woodford però la nit del casament descobreix que aquesta no és verge. Amb la seva mentalitat de propietari, decideix dormir en una cambra a part. És també un pretext i un encoratjament per satisfer el seu gust per les joves i boniques africanes, entre les quals Ellen, que fecundarà i Afrodita (Dita) que prendrà el relleu durant l'embaràs de la precedent.
Simultàniament, Hammond es dedica a la seva altra passió: entrena Ganimedes, més simplement anomenat Mede, el seu «semental» negre, a combatre a mans nues amb altres esclaus. No és només un lluitador únic que s'exhibeix al bordell de Madame Caroline a Nova Orleans, sinó també un esclau sacrificat que és molt útil per al manteniment de l'explotació.

## Repartiment
- Duane Allen: Topaze
- John Barber: el Toscan
- Paul Benedict: Brownlee
- Debra Blackwell: una rossa
- Ji-Tu Cumbuka: Cicéron
- Stocker Fontelieu: Wilson
- Susan George: Blanche Maxwell nascuda Woodford
- Lillian Hayman: Lucrècia Borja
- Evelyn Hendrickson: Béatrix
- Warren Kenner
- Perry King: Hammond Maxwell
- Kuumba: una mare negra
- Simone McQueen: Madame Caroline
- James Mason: Warren Maxwell
- Earl Maynard culturista
- Ben Masters: Charles
- Laura Misch Owens: una prostituta
- Debbi Morgan: Afrodita
- Ken Norton: Ganimedes
- Roy Poole: Doctor Redfield
- Stanley J. Reyes: el major Woodford
- Durwyn Robinson: Meg
- Kerwin Robinson: Alph
- Ray Spruell: Wallace
- Brenda Sykes: Ellen
- Irene Tedrow: Madame Redfield
- Louis Turenne: De Veve
- Reda Wyatt: Big Pearl
- Beatrice Winde: Lucy

## Premis[calcitació]
- 1977: Premi al Golden Screen d'Alemanya
- L'adaptació cinematogràfica està allunyada de la novel·la que insisteix llargament en els aspectes econòmics de l'esclavitud i en els costums que se'n desprenen mentre la tensió dramàtica de la pel·lícula es concentra en les relacions de Hammond, de Ganymede, d'Ellen d'una banda i de Blanca esposa per a les conveniències d'altra banda.
- Django Unchained fet referència a la pel·lícula en els combats organitzats pel personatge de Leonardo DiCaprio.